# Thelairosoma ingrami
Thelairosoma ingrami là một loài ruồi trong họ Tachinidae.